# Košťany nad Turcom
Košťany nad Turcom (bis 1927 slowakisch „Košťany“; ungarisch Kostyán) ist eine Gemeinde im Norden der Slowakei mit 1473 Einwohnern (Stand 31. Dezember 2024), die zum Okres Martin, einem Teil des Žilinský kraj gehört und zur traditionellen Landschaft Turz gezählt wird.

## Geographie

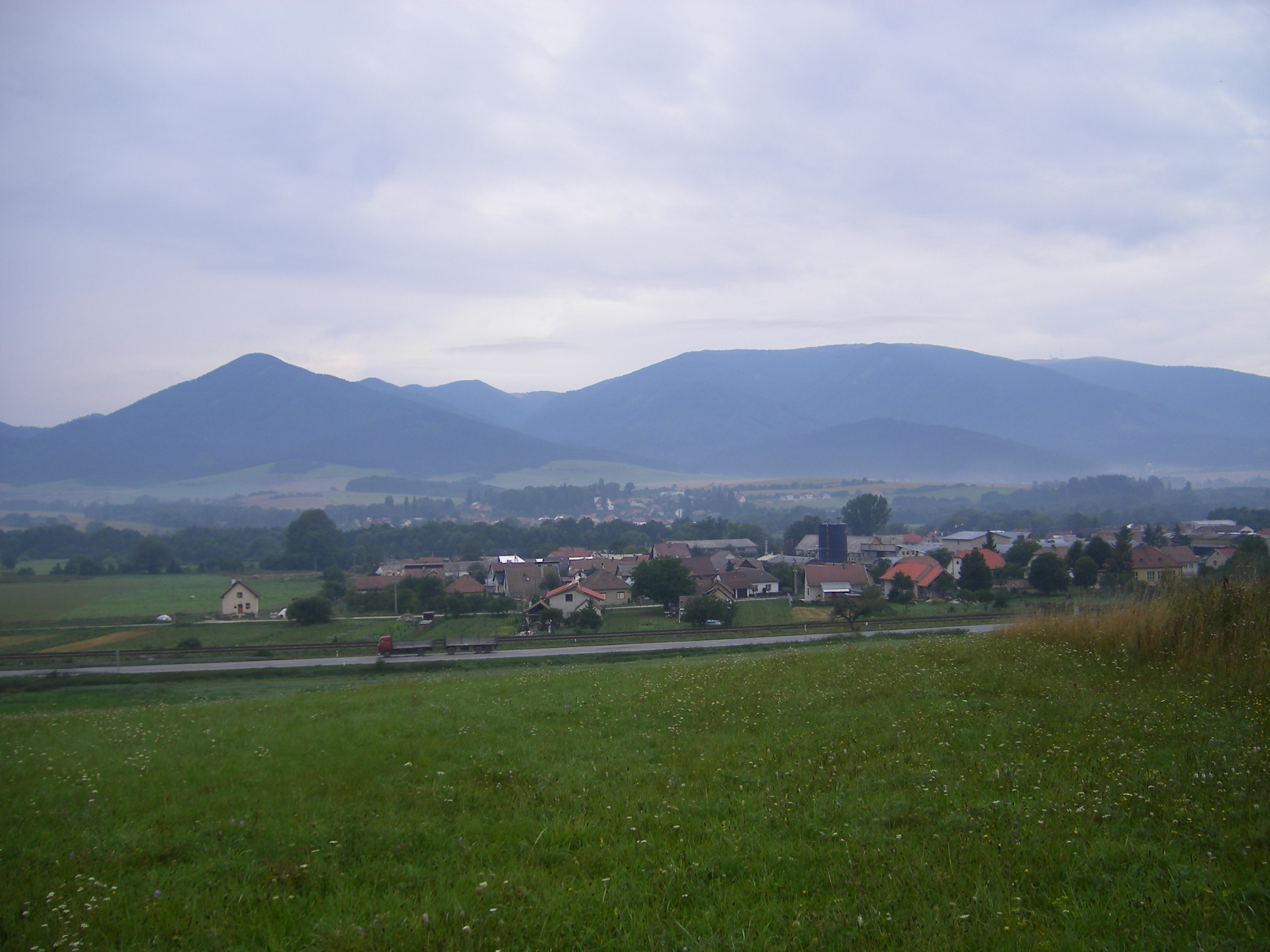
Blick auf den Ort, mit der Kleinen Fatra im Hintergrund

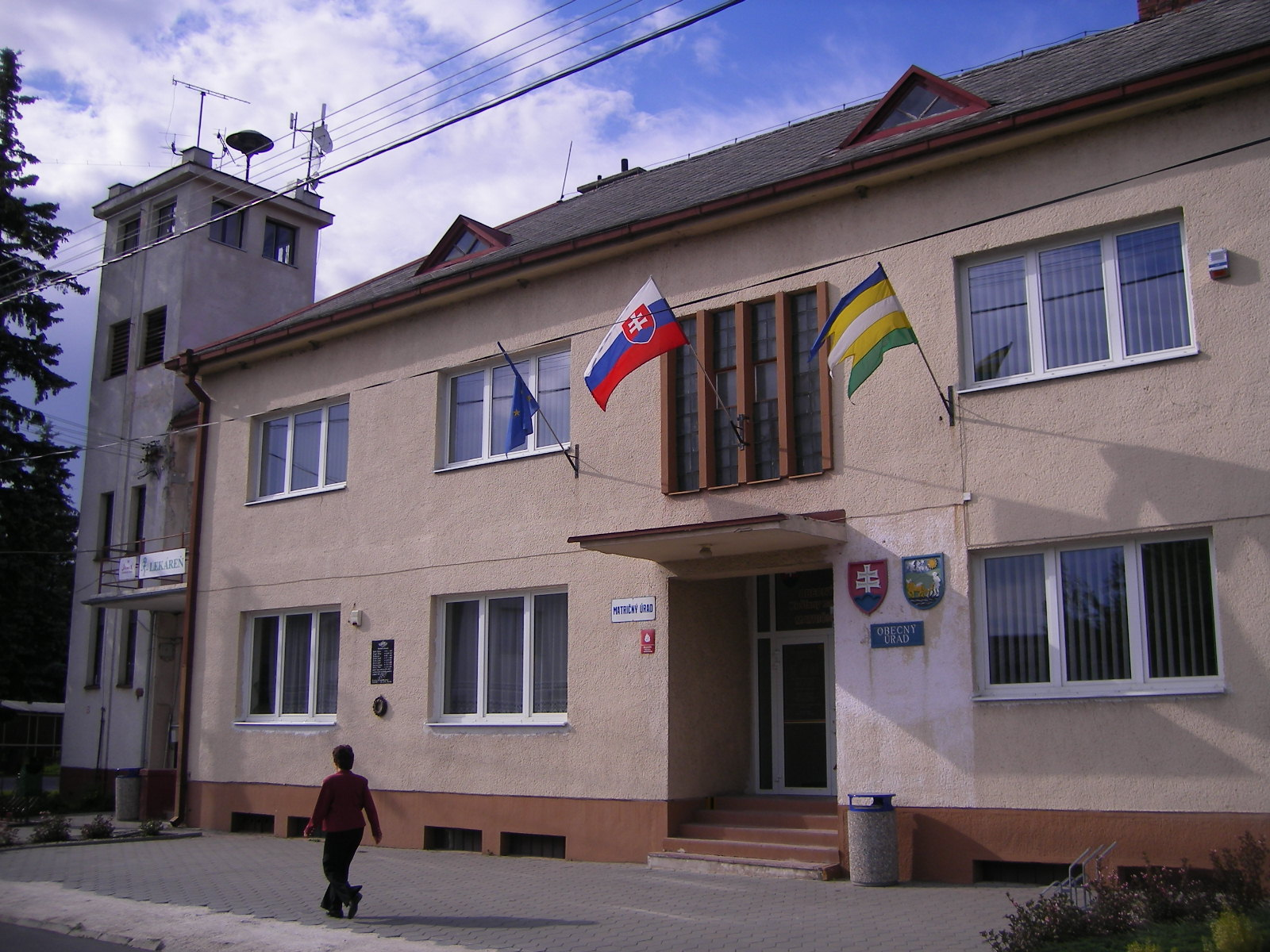
Gemeindeamt von Košťany nad Turcom

Die Gemeinde befindet sich im nördlichen Turzbecken zwischen dem Fluss Turiec westlich und dem Zufluss Beliansky potok östlich des Ortes. Das Gemeindegebiet ist entwaldet, flach bis leicht hügelig und von braunen Waldböden sowie Auböden bedeckt. Das Ortszentrum liegt auf einer Höhe von 410 m n.m. und ist fünf Kilometer südlich von Martin entfernt.
Nachbargemeinden sind Martin im Norden, Žabokreky im Osten, Necpaly im Südosten, Príbovce im Süden, Trebostovo und Turčiansky Peter im Westen und Bystrička im Nordwesten.

## Geschichte
Der Ort wurde zum ersten Mal 1323 als villa Coschan schriftlich erwähnt und gehörte zu mehreren Gutsherren: 1478 zu einem gewissen Justh von Necpaly, im 18. Jahrhundert dem Geschlecht Ruttkay und im 19. Jahrhundert Beniczky und Jesenský. 1785 zählte man 55 Häuser und 402 Einwohner und 1828 55 Häuser und 475 Einwohner, die vorwiegend in Landwirtschaft, als Ölpresser und Safranverarbeiter, nach der Abschaffung der Leibeigenschaft im Jahre 1848 auch in mehreren Handwerken beschäftigt waren.
Bis 1918 gehörte der im Komitat Turz liegende Ort zum Königreich Ungarn, kam danach zur Tschechoslowakei und mit der Teilung des Landes 1993 zur Slowakei.

## Bevölkerung
| Jahr                | 1994 | 2004    | 2014     | 2024     |
| ------------------- | ---- | ------- | -------- | -------- |
| Anzahl der Personen | 1089 | 1097    | 1300     | 1473     |
| Unterschied         |      | +0,73 % | +18,50 % | +13,30 % |

| Jahr                | 2023 | 2024    |
| ------------------- | ---- | ------- |
| Anzahl der Personen | 1440 | 1473    |
| Unterschied         |      | +2,29 % |

Nach der Volkszählung 2011 wohnten in Košťany nad Turcom 1184 Einwohner, davon 1084 Slowaken, acht Tschechen, vier Russinen und zwei Deutsche; vier Einwohner waren anderer Ethnie. 59 Einwohner machte keine Angabe. 473 Einwohner bekannten sich zur römisch-katholischen Kirche, 297 Einwohner zur evangelischen Kirche A. B., sechs Einwohner zur evangelisch-methodistischen Kirche, fünf Einwohner zur griechisch-katholischen Kirche, vier Einwohner zu den Zeugen Jehovas, zwei Einwohner zur Brüderkirche und jeweils ein Einwohner zur jüdischen Gemeinde, zur orthodoxen Kirche und zur tschechoslowakisch-hussitischen Kirche; zwei Einwohner waren anderer Konfession. 269 Einwohner waren konfessionslos und bei 100 Einwohnern ist die Konfession nicht ermittelt.
Ergebnisse nach der Volkszählung 2001 (1084 Einwohner):
| Nach Ethnie: - 97,97 % Slowaken - 1,20 % Tschechen - 0,18 % Deutsche - 0,09 % Roma | Nach Konfession: - 44,83 % römisch-katholisch - 31,64 % evangelisch - 19,83 % konfessionslos - 2,77 % keine Angabe - 0,46 % griechisch-katholisch |

## Sehenswürdigkeiten

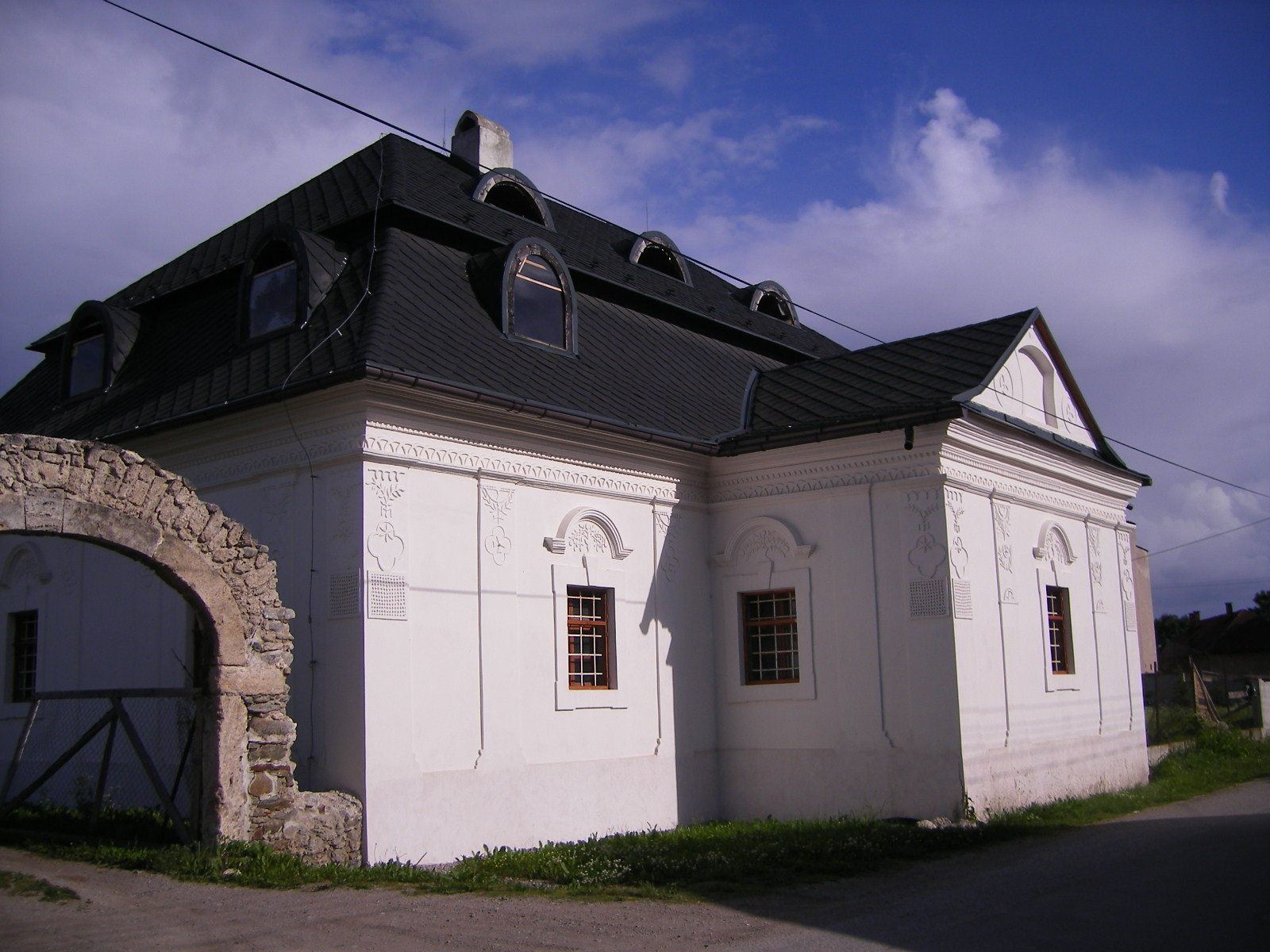
Landschloss

- Landschloss im rokokoklassizistischen Stil aus dem 18. Jahrhundert

## Verkehr
Durch das Dorf verläuft die Straße 1. Ordnung 65 (Žiar nad Hronom–Martin). Es gibt eine Haltestelle an der Bahnstrecke Salgótarján–Vrútky (Abschnitt Zvolen–Vrútky).